# Военный крест 1914—1918 (Франция)
Военный крест 1914—1918 (фр. Croix de guerre 1914—1918) — французская военная награда, присуждаемая военнослужащим за исключительные подвиги во время Первой мировой войны.

## Учреждение
В годы Первой мировой войны потребность в создании награды для бойцов почувствовалась очень быстро. На тот момент существовало «упоминание в донесениях», но отображалось оно только в письменных показаниях, пресс-релизах, послужных списках и воинской книжке. Эта административная награда не заменяла чёткий и зримый отличительный знак, который позволял командующему награждать своих самых доблестных бойцов на месте поля боя.
В марте 1914 года, перед началом войны, депутат парламента Франции Анри Турнад внёс законопроект об учреждении так называемой «медали за воинскую доблесть для участников боевых действий». Но этот проект был отклонён Военной комиссией.
В конце 1914 года генерал Виктор Рене Боэль, командовавший тогда 4-м армейским корпусом, пытался убедить правительство в необходимости создания награды. Ему удалось привлечь писателя Мориса Барреса, депутата от Парижа и одного из столпов французского патриотизма.
23 декабря 1914 года депутат Жорж Боннефус внёс на рассмотрение законопроект о создании так называемой «медали за воинскую доблесть», подписанный 66 депутатами. Депутат Эмиль Дриан, заседавший в парламенте между двумя выездами на фронт, стал представителем проекта. Наброски награды появились у него во время пребывания адъютантом военного министра генерала Буланже.
После ожесточённых дискуссий в обеих палатах закон был принят 2 апреля 1915 года и обнародован 8-го числа того же месяца.

## Описание награды

### Медаль
Долгое время считалось, что модель разработал Альбер Бартоломе, другие исследования указывают, что на самом деле это творение кампании Arthus-Bertrand. Дизайн был лаконичен на нововведения и повторял, едва ли не до степени плагиата, немецкие кресты 4-й степени с мечами типа ордена Заслуги герцога Петра Фридриха Людвига или ордена Красного орла.
Изготавливался из флорентийской бронзы, был 37 мм в ширину, с четырьмя ветвями и двумя скрещенными мечами. В центре на аверсе изображена образ республики во фригийском колпаке, украшенное лавровым венком с эпиграфом «Французская республика». На реверсе годы «1914—1915».
Впоследствии эта надпись будет видоизменена, и на Военном кресте будут последовательно стоять следующие даты: 1914—1915, 1914—1916, 1914—1917 и 1914—1918.

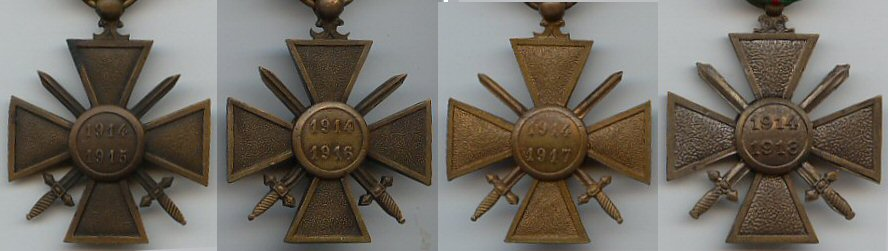
Реверс 4 вариантов

### Лента
Лента была зелёная с красной каймой по каждому краю и с пятью вертикальными красными полосами по 1,5 мм. Тем самым она повторяла ленту медали Святой Елены, учреждённую Наполеоном III для награждения ветеранов армии Первой империи.

Бронзовая звезда
Серебряная звезда
Золотая звезда
Бронзовая пальмовая ветвь
Серебряная пальмовая ветвь
Серебряная пальмовая ветвь с бронзовой и серебряной звездой
Серебряная пальмовая ветвь с двумя серебряными звёздами

### Фуражер
Члены воинских частей, награждённые Военным крестом как минимум дважды, могли носить фуражеры. Ими коллективно награждался весь личный состав части. Их можно носить индивидуально, если член отряда участвовал в событиях, в результате которых отряду был присвоен фуражер. Цвета и место менялись в зависимости от количества полученных упоминаний. Фуражер крепился и на флаги и штандарты подразделений, получивших эту награду.

## Награждение

### Число награждённых
Точное количество награждённых Военным крестом неизвестно. В 1 марта 1920 года Военное министерство оценило их в 2 055 000 военнослужащих французской и союзных армий. Но эта цифра не учитывает посмертные награждения и кресты с пальмовой ветвью, автоматически сопровождаемые орденом Почётного легиона и Воинской медалью.
Первым солдатом, получившим Военный крест, был капрал Сильвен Метивье 23 февраля 1915 года; в то время он был приписан к 66-му пехотному полку. Самый «нагруженный» Военный крест — у французского аса Шарля Нунгессера, с 28 пальмовыми ветвями и 2 звёздами.
Награждены не только солдаты. В 1916 году эту награду получили также капелланы, санитары скорой помощи, а также гражданские лица и даже почтовый голубь по кличке Шер Ами.
Военным крестом также награждались коллективно. Так, было награждено более 600 армейских частей, а также около сорока кораблей (например, «Буве») военно-морского флота, более 80 вспомогательных и торговых суден (Золотая книга военно-морского флота) и более 70 авиационных эскадрилий. Награждались и организации, такие как Chemins de fer de la Banlieue de Reims или институты (префектура полиции Парижа, парижская коллегия адвокатов, университеты, большие школы, и т. д.).
Наконец, между 1917 и 1931 годами 2951 коммун были награждены Военным крестом 1914–1918; позже к ним добавились ещё 16 коммун, не вошедших в первоначальный список, 12 награждённых орденом Почетного легиона, а также 15 иностранных городов.

### Церемония награждения

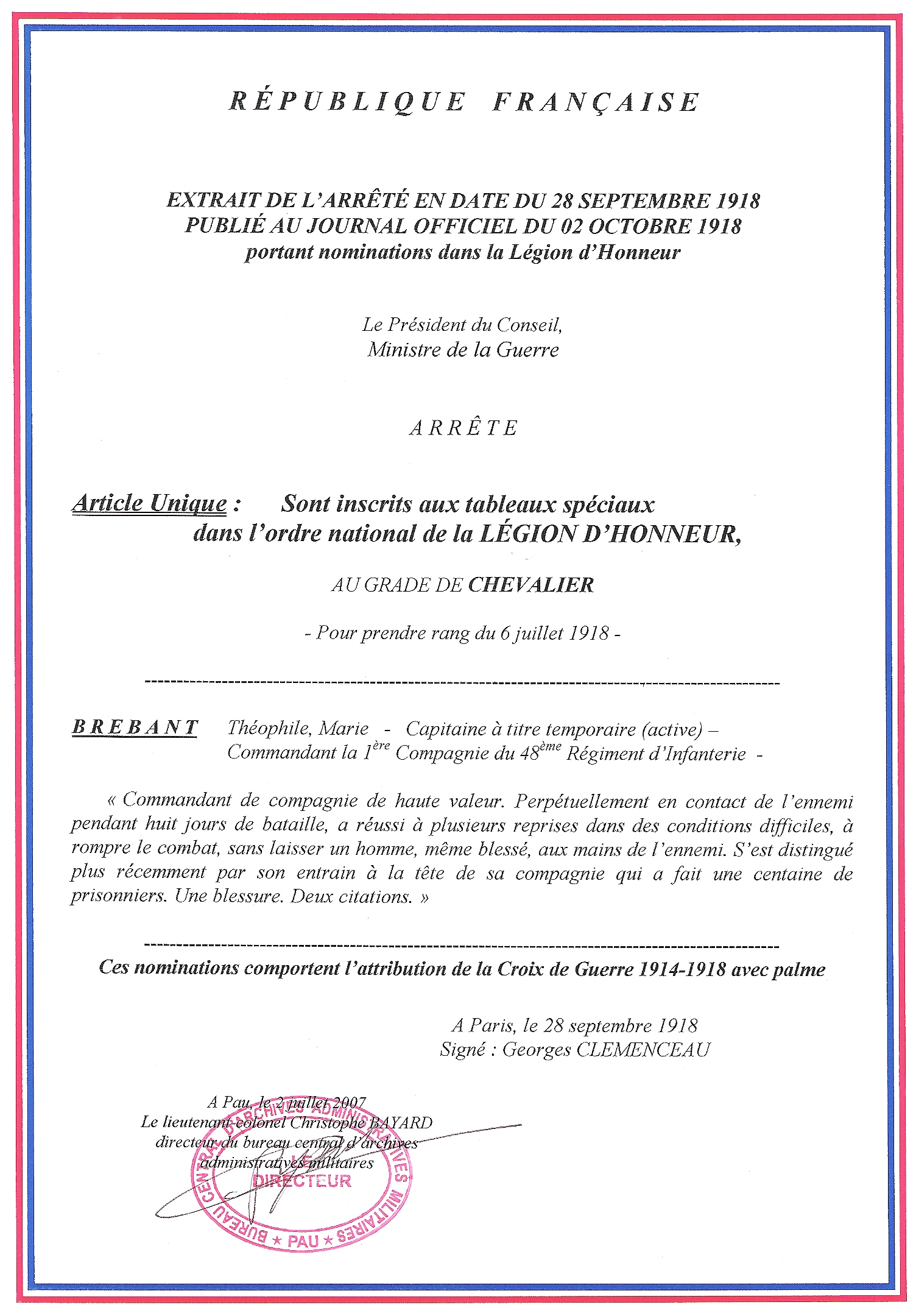
Приказ о присвоении звания кавалера ордена Почетного легиона с вручением Военного креста 1914—1918 с пальмовой ветвью капитану Бребан, Теофил Мари 28 сентября 1918 года за подписью Жоржа Клемансо

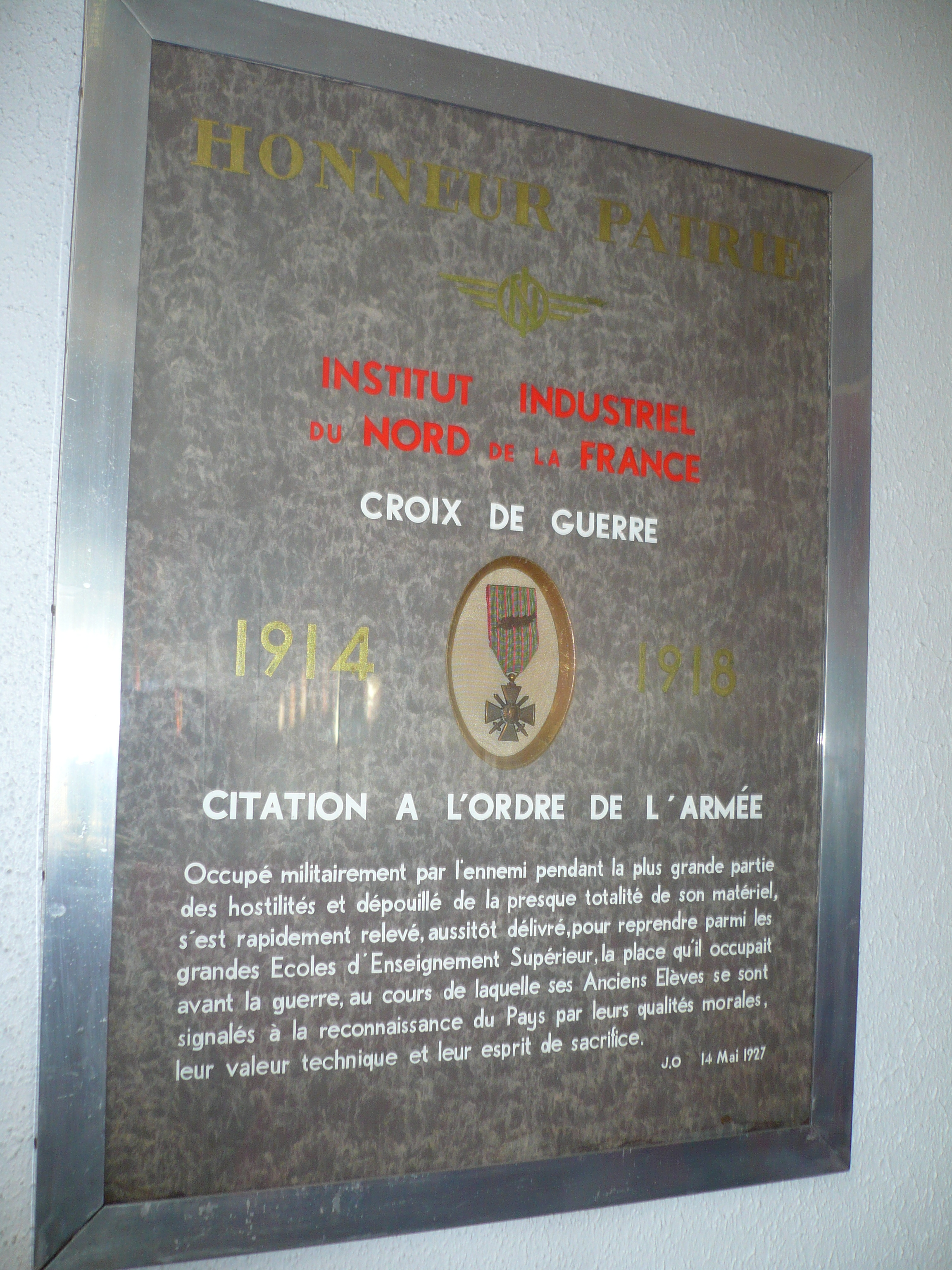
Военный крест, присужденными Промышленный институт Северной Франции

Награждение Военным крестом не сопровождается какой-либо обязательной церемонией. Предоставление заинтересованным лицом выписки из приказа с его упоминанием достаточно для установления его права на ношение этого знака отличия.

### Ассоциация награждённых Военным крестом
После окончания Первой мировой войны ветераны организовались в ассоциации и союзы.
В 1919 году вице-адмиралом Эмилем Гепратом была основана Национальная ассоциация Военного креста и воинской доблести (ANCGVM). Её целью являлось объединение солдат всех рангов и всех армии, воинских частей, городов и гражданские учреждений, награждённых Военным крестом.